# Maccherock
Maccherock è il primo album del Gruppo Italiano, edito dalla Dischi Ricordi nel 1982.

## Tracce
Lato A
1. Maccheroni
2. Studia Billi
3. Fare fare
4. Aiuto
5. Quindici minuti

Lato B
1. Ancora summertime blues
2. Bambino
3. Teletivù
4. Lunapienasong
5. Prudente Mara
6. Uno come te
7. Tutto giallo
8. Tutta mia la città

## Formazione
- Patrizia Di Malta - voce
- Raffaella Riva - voce
- Gigi Folino - basso
- Roberto del Bo - percussioni, batteria
- Chicco Santulli - chitarra